# Alejandra Proaño
María Alejandra Proaño (Manta, Provincia de Manabí, Ecuador; 6 de agosto de 1993), es una modelo, ex-reina de belleza manabita, actualmente es presentadora del noticiero Televistazo del canal Ecuavisa.

## Biografía
Nació en la ciudad de Manta, Provincia de Manabí, en 1993.

## Estudios
Estudió Comunicación Social en la Universidad Técnica Particular de Loja.

## Incursión en los concursos de belleza
Incursionó en Reina de Manta 2010, donde ganó y al año siguiente, ganó el concurso de belleza Reina de Manabí 2011.

## Incursión en la televisión

### Oromar TV (2018-2022)
Antes de incursionar en la televisión, trabajo en la Prefectura de Manabí, donde fue fichada por los directivos del canal manabita.
Trabajo en muchos espacios dentro del canal, donde fue la presentadora del noticiario estelar, laborando en dicho canal hasta mediados de 2022, cuando fue contratada por Ecuavisa.

### Ecuavisa (2022-presente)
Comenzó su labor periodística en dicho canal el 14 de noviembre de 2022, donde pasó a conducir el espacio de los fines de semana, reemplazando a la conductora de ese espacio Denisse Molina, quien fue esta última renunciando al canal para comenzar su labor humanitaria en Tailandia.

## Vida personal
Es madre de un hijo.